# Ǭ
Ǭ (minuscule : ǭ), appelé O macron ogonek, est une lettre latine utilisée dans l’écriture de plusieurs langues athapascanes (kaska et tagish), en live, et dans les romanisations ALA-LC du lao du thaï.
Il s’agit de la lettre O diacritée d’un macron et d’un ogonek.

## Représentations informatiques
Le O macron ogonek peut être représenté avec les caractères Unicode suivants : 
- précomposé et normalisé NFC (latin étendu B, diacritiques) :

| formes    | représentations | chaînes de caractères | points de code | descriptions                               |
| --------- | --------------- | --------------------- | -------------- | ------------------------------------------ |
| capitale  | Ǭ               | Ǭ                     | U+01EC         | lettre majuscule latine o ogonek et macron |
| minuscule | ǭ               | ǭ                     | U+01ED         | lettre minuscule latine o ogonek et macron |

- décomposé et normalisé NFD (latin de base, diacritiques) :

| formes    | représentations | chaînes de caractères | points de code       | descriptions                                                    |
| --------- | --------------- | --------------------- | -------------------- | --------------------------------------------------------------- |
| capitale  | Ǭ               | O◌̨◌̄                   | U+004F U+0328 U+0304 | lettre majuscule latine o diacritique ogonek diacritique macron |
| minuscule | ǭ               | o◌̨◌̄                   | U+006F U+0328 U+0304 | lettre minuscule latine o diacritique ogonek diacritique macron |